# Asteropus niger
Asteropus niger är en svampdjursart som beskrevs av L. Hajdu och van Soest 1992. Asteropus niger ingår i släktet Asteropus och familjen Ancorinidae. Inga underarter finns listade i Catalogue of Life.